# McKim, Mead and White
Die Architektenpartnerschaft McKim, Mead and White war zu Beginn des 20. Jahrhunderts die größte und einflussreichste Architekturfirma der Vereinigten Staaten. Sie wurde 1879 von Charles Follen McKim und William Rutherford Mead gegründet. Später kam Stanford White hinzu. McKim und White hatten unter Henry Hobson Richardson studiert.
Stilistisch sind die Bauten der Architektengruppe – darunter häufig Villen und Bürogebäude – dem Historismus der Beaux-Arts-Bewegung zuzuordnen.
Stanford White wurde 1906 in einem aufsehenerregenden Kriminalfall vom Millionärserben Harry K. Thaw erschossen.

## Das Unternehmen in der zweiten Hälfte des 20. Jahrhunderts
Obwohl das Architekturbüro mit seiner Beaux-Arts-Architektur Ende des 19. bzw. Anfang des 20. Jahrhunderts seine Blütezeit erlebte, existierte es noch bis in die 1960er Jahre unter seinem ursprünglichen Namen. Das National Museum of American History in Washington, D.C. ist eines der letzten Werke und wurde 1964 fertiggestellt.
McKim, Mead and White war auch an einem Stadterneuerungsprojekt am Pratt Institute in Brooklyn während der 1950er Jahre beteiligt und trug drei Gebäude zum Projekt bei: Die DeKalb Hall, das ISC Building und die North Hall. Im Jahr 1961 wurde McKim, Mead and White in Steinman, Cain and White umbenannt und 1971 durch Walker O. Cain and Associates abgelöst.

## Werke (Auswahl)

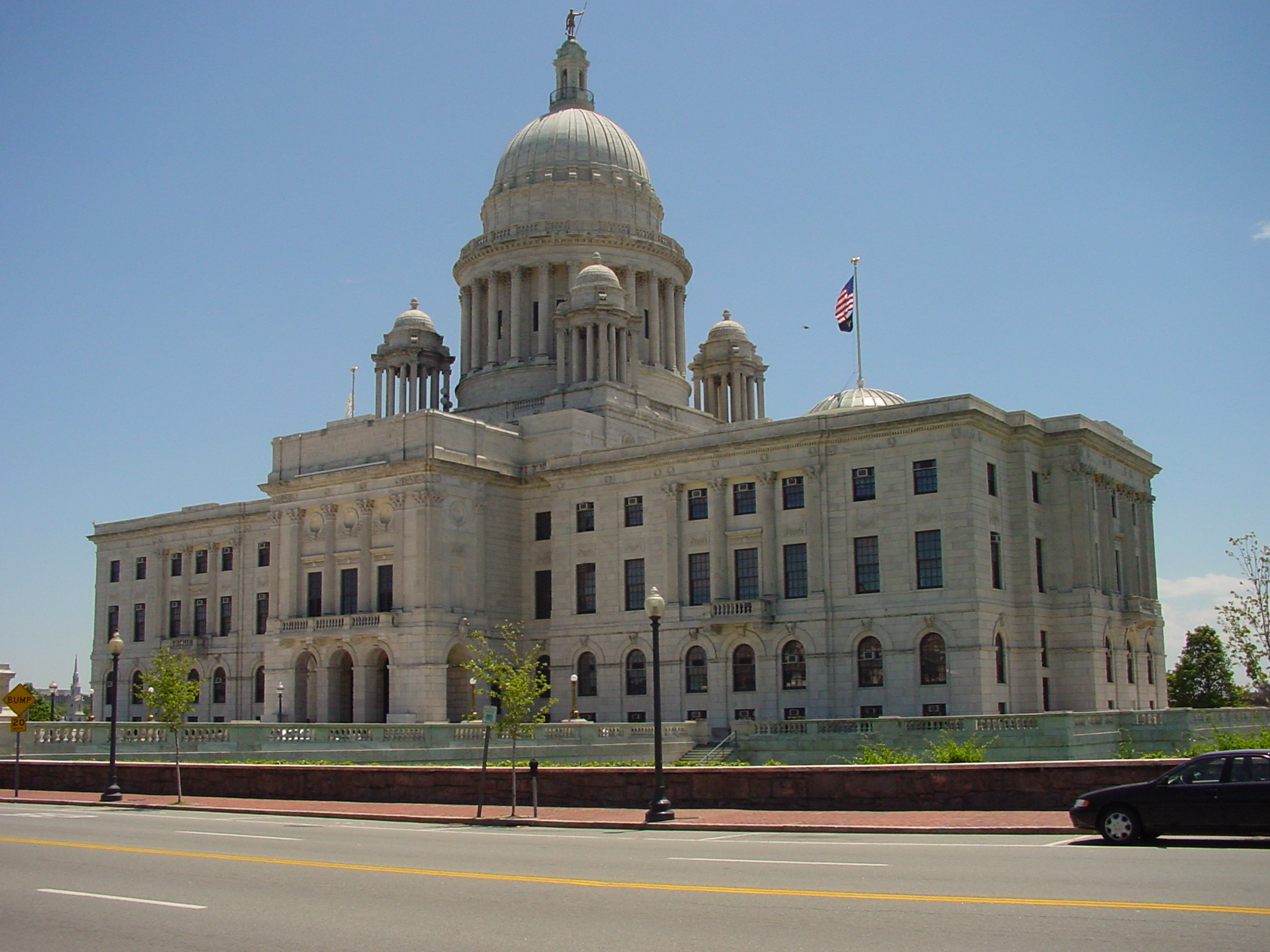
Rhode Island State House, Providence, fertiggestellt 1904

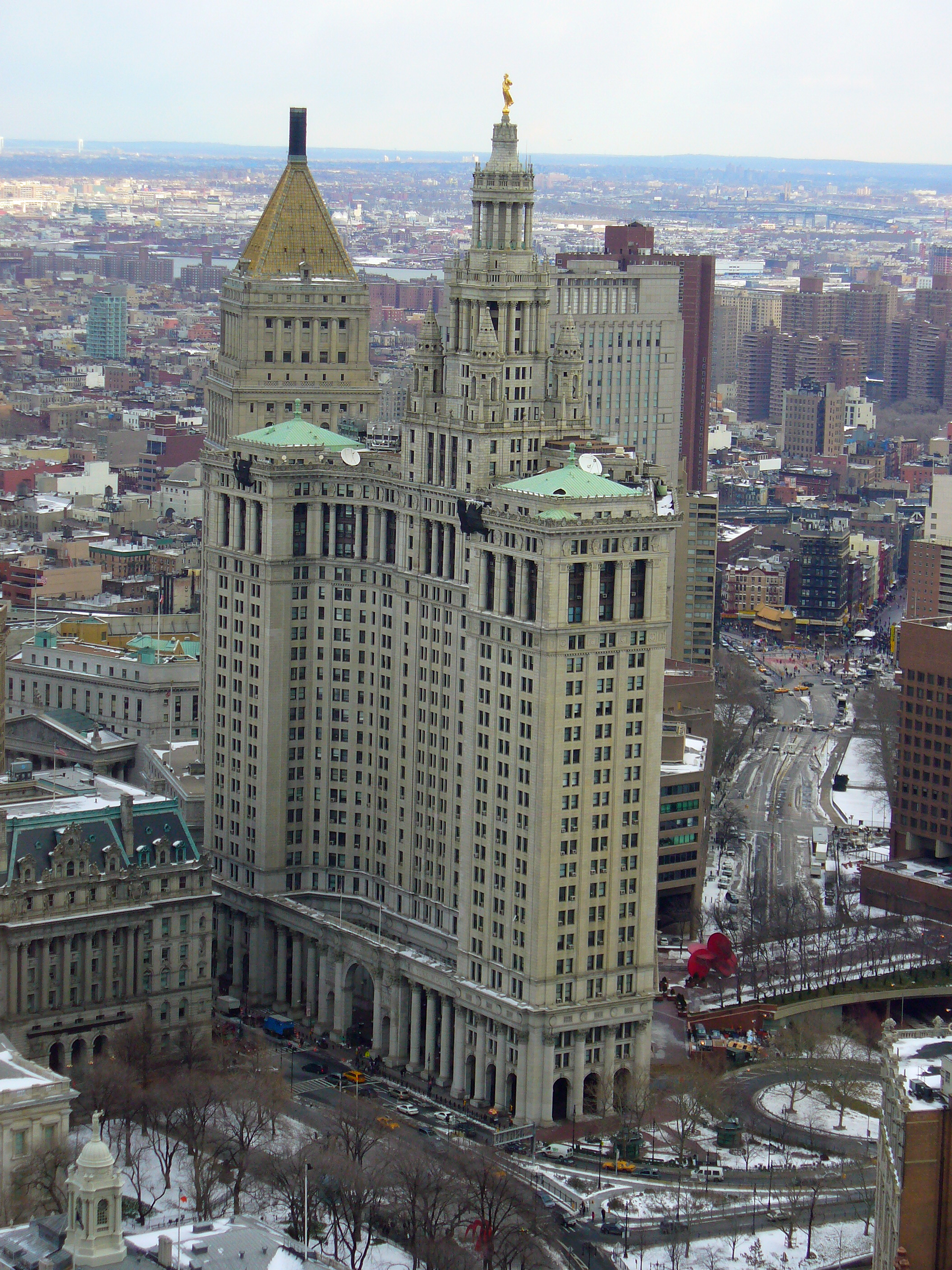
Manhattan Municipal Building, erbaut 1909–1915

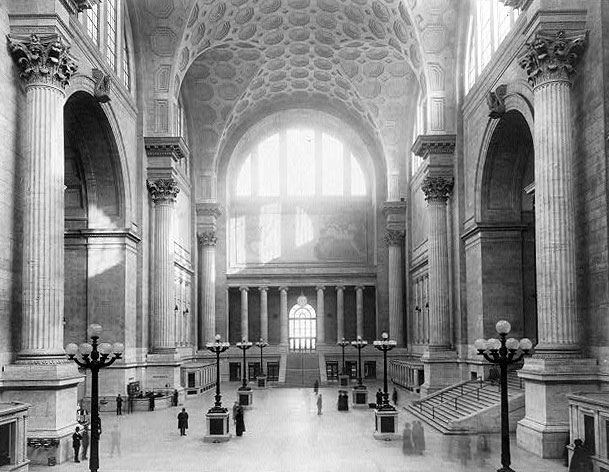
Pennsylvania Station, New York City, erbaut von 1905 bis 1910

- 110 Livingston Street, Brooklyn, New York City, früher Elks Lodge
- 998 Fifth Avenue, New York City
- American Academy in Rome (Hauptgebäude)
- John F. Andrews Mansion, 32 Hereford Street, Boston, Massachusetts
- Isaac Bell House, Newport, Rhode Island
- Bellevue Hospital Center
- Boston Public Library, Boston, Massachusetts
- Brooklyn Museum, Brooklyn, New York City
- The Cable Building, 611 Broadway 1892, New York City
- Century Club, New York City
- Campus der Columbia University in Morningside Heights, New York City (1895): Gesamtentwurf und Einzelgebäude, unter anderen Low Memorial Library, Philosophy Hall, John Jay Hall, Hamilton Hall
- Harvard Club of New York, New York City
- Johnston Gate, Harvard University, Cambridge, Massachusetts
- John Howard Whittemore House Naugatuck, Connecticut (1880er Jahre)[5]
- James Farley Post Office, New York City (wird oft als architektonischer Zwilling zur Pennsylvania Station in New York City angesehen)
- Judson Memorial Church, New York City
- Faunce House (damals Rockefeller Hall) an der Brown University, Providence, Rhode Island (1904)
- Fayerweather Hall, Amherst College, Amherst, Massachusetts, (1890)
- Dietrich Hall, jetzt Steinberg-Dietrich Hall, University of Pennsylvania, 1952
- The Garden City Hotel, Garden City, New York
- Grand Army Plaza, Brooklyn, New York City
- Hall of Fame for Great Americans am Bronx Community College (früher New York University)
- Harbor Hill auf Long Island, erbaut 1899–1902, 1947 zerstört
- Hotel Pennsylvania, Manhattan, New York City, 2022–2023 abgerissen
- Levermore Hall, Blodgett Hall und Woodruff Hall der Adelphi University in Garden City, New York
- Liggett Hall, Governors Island, New York
- Lullwater Bridge, Prospect Park, Brooklyn, New York City
- Madison Square Garden II am Madison Square in New York City (der zweite von vier Bauten, die diesen Namen trugen)
- Manhattan Municipal Building, 1 Centre Street, New York City
- Maryland Monument, Lookout Hill, Prospect Park, Brooklyn, New York City
- Cyrus McCormicks Sommersitz in Richfield Springs, New York (1882; 1957 eingeebnet)
- Metropolitan Club, 1 East 60th Street, New York City
- Morgan Library, New York City
- Milwaukee County Courthouse, Milwaukee, Wisconsin (1931)
- Minneapolis Institute of Arts, Minneapolis, Minnesota
- Naugatuck High School Naugatuck, Connecticut (1904); (seit 1959 Hillside Middle School)[5]
- Narragansett Pier Casino, Narragansett, Rhode Island
- Newport Casino, Newport, Rhode Island
- Omaha Building in Omaha, Nebraska (ursprünglich als New York Life Building bekannt)[6]
- Old Cabell Hall, Cocke Hall und Rouss Hall der University of Virginia, Charlottesville
- Olin Memorial Library, Wesleyan University, Middletown, Connecticut
- Parade Place, Lookout Hill, Prospect Park, Brooklyn, New York City
- Pennsylvania Station, Newark, New Jersey
- Pennsylvania Station, New York City (die Bauwerksteile über dem Boden wurden 1965 abgerissen)
- Peoples State Bank, Detroit, Michigan
- Peristyle, Prospect Park, Brooklyn, New York City
- Prison Ship Martyrs’ Monument, Brooklyn, New York City
- Racquet and Tennis Club, New York City
- Reid Hall, Manhattanville College, Purchase, New York
- Rhode Island State House, Providence, Rhode Island
- Rosecliff, Newport, Rhode Island
- Savoy-Plaza Hotel, New York City
- Salem School in Naugatuck, Connecticut (1884)[5]
- Schenectady City Hall, Schenectady, New York
- University Club of New York, New York City
- University Cottage Club, Princeton University, Princeton, New Jersey
- Villard Houses, 451 Madison Avenue, New York City
- Whittemore Memorial Library, Naugatuck, Connecticut (1894)[5]
- Walker Art Building, Bowdoin College, Brunswick, Maine (1894)
- Washington Arch im Washington Square Park, New York City
- West Wing (Westflügel) des Weißen Hauses in Washington, D.C. einschließlich der Renovierung des Hauptflügels unter Theodore Roosevelt im Jahre 1902/1903
- English Building, University of Illinois at Urbana-Champaign in Urbana, Illinois

## Namhafte Architekten, die für diese Firma arbeiteten
- Harrie Thomas Lindeberg begann als Assistent von Stanford und blieb in der Firma bis zu dessen Tod 1906.
- Lewis Colt Albro, der später für einige Projekte mit Lindeberg zusammenarbeitete.
- William Alciphron Boring war 1890 in der Firma tätig, bevor er sich mit Edward Lippincott Tipton, auf den ein Großteil des Entwurfs der Boston Public Library zurückgeht, selbständig machte.
- Charles Lewis Bowman, der für viele Wohnhäuser in Eastchester (New York) verantwortlich zeichnete, arbeitete bis 1922 für McKim, Stanford, and White.
- Walker O. Cain arbeitete in der Firma, übernahm sie und benannte sie nach 1961 mehrmals um.